# Evita (La razón de mi vida y de mi muerte)
 Evita (La razón de mi vida y de mi muerte)  es una película documental de Argentina dirigida por Ricardo Alberto Defilippi. 
En 1996 al tiempo que Juan Carlos Desanzo anunciaba su propósito de realizar una película documental sobre la vida de Eva Perón con guion de José Pablo Feinmann, Defilippi anunció que había comenzado el rodaje de Evita (La razón de mi vida y de mi muerte) con la participación de Renata Mori y hasta llegó a pegar afiches en las paredes de Buenos Aires con esa novedad, pero tres años después la película se consideró abandonada.